# Un jour, un enfant
Un jour, un enfant ("Un giorno, un bambino") è stata una delle quattro canzoni vincitrici dell'Eurovision Song Contest 1969, scritta da Emil Stern ed Eddy Marnay e cantata, in francese, da Frida Boccara, in rappresentanza della Francia.
La canzone è una classica ballata, che descrive le meraviglie del mondo viste dagli occhi di un bambino.
Il brano fu eseguito per quattordicesimo nella serata, dopo la Germania Ovest (con Siw Malmkvist) e seguita dal Portogallo (rappresentato da Simone de Oliveira). Alla fine delle votazioni, ricevette 18 punti come i Paesi Bassi, rappresentati da Lenny Kuhr, il Regno Unito, rappresentato da Lulu e infine come l'ospitante Spagna, con Salomé. Dunque la serata si chiuse incredibilmente con la vittoria di ben quattro paesi.
Boccara ha registrato la canzone anche in inglese (Through the Eyes of a Child), in italiano (Canzone di un amore perduto), in spagnolo (Un día, un niño) e in tedesco (Es schlägt ein Herz für dich).